# Emblema nacional de Uzbekistán
El emblema nacional de Uzbekistán fue adoptado el 2 de julio de 1992. Es similar al emblema de la República Socialista Soviética de Uzbekistán. Está surmontado por la estrella tartésica de ocho puntas. El pájaro es Khumo, un símbolo de felicidad y amor de libertad (además de ser parte de la mitología persa, lo que simboliza la influencia de esa cultura en el país). La importancia de la agricultura está representada por espigas de trigo y algodón que constituyen los soportes del emblema y un pergamino que reproduce los colores de la bandera donde se lee el nombre del país en uzbeko.
Los dos ríos detrás del pájaro, saliendo de las montañas, representan el Amu Darya y el Syr Darya.
El círculo está formado a la diestra por una planta de algodón y a la siniestra por un ramo de espigas de trigo, los principales productos agrícolas uzbekos, que ya aparecen en el emblema de la época soviética, del cual se han depurado los elementos típicamente comunistas como la hoz y el martillo y la estrella roja, que han sido sustituidos por símbolos tradicionales.

## Escudos históricos

Emblema de la República Socialista Soviética de Uzbekistán (1929)
Emblema de la República Socialista Soviética de Uzbekistán (1929-1937)
Emblema de la República Socialista Soviética de Uzbekistán (1937)
Emblema de la República Socialista Soviética de Uzbekistán (1937-1991)